# Hongyazi Manzu Xiang
Hongyazi Manzu Xiang (kinesiska: 红崖子满族乡, 红崖子) är en socken i Kina. Den ligger i provinsen Liaoning, i den nordöstra delen av landet, omkring 280 kilometer sydväst om provinshuvudstaden Shenyang. Antalet invånare är 27962. Befolkningen består av 13 631 kvinnor och 14 331 män. Barn under 15 år utgör 19,0 %, vuxna 15-64 år 71 %, och äldre över 65 år 9,0 %.
Genomsnittlig årsnederbörd är 723 millimeter. Den regnigaste månaden är juli, med i genomsnitt 177 mm nederbörd, och den torraste är februari, med 4 mm nederbörd.